# Музей отживающего культа
Музей отживающего культа был создан в Петрограде в 1923 году для принятия на хранение художественных ценностей из закрывавшихся храмов, помещения которых предполагались к демонтажу или к передаче другим собственникам по нецерковному назначению. Располагался в Волховском переулке — одном из старейших переулков города, на Стрелке Васильевского острова, в домах № 1-3, вблизи Университета, на углу Биржевой линии. Музей закрыт в 1928 году; в настоящее время это здание занимает Высшая школа менеджмента СПбГУ.

## Коллекция

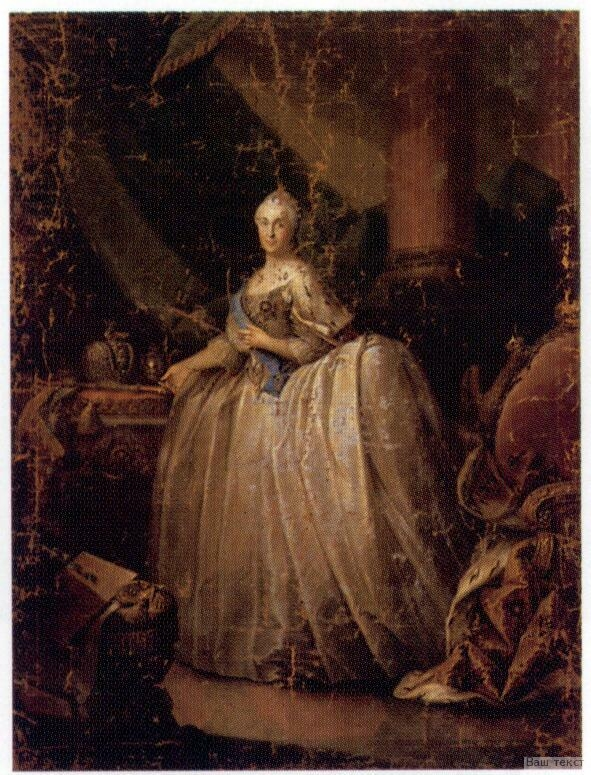
Большой парадный портрет императрицы Екатерины II хранился в музее до 1927 года

По музееведческой классификации музей относился к музеям исторического профиля, «собрания которых документируют генезис и развитие религии как сложного социокультурного феномена». Его создание было обусловлено необходимостью не только организовать экспозицию, но и обеспечить приём на сохранение ценностей, находившихся в закрываемых церквях, так как согласно декретов всё это имущество представляло собой народное достояние.
На первых порах, в 1918—1922 годах, многие храмы и монастыри, утратившие свою функцию, продолжали существовать как музеи церковного быта. «Это была единственно возможная форма сохранения наследия в условиях того времени, для этой же цели обществом». Однако по мере восстановления экономики с переходом к НЭПу, а также в связи с созданием новых учебных заведений и организаций был поставлен вопрос о передаче помещений закрытых церковных зданий для использования на общественные нужды и по хозяйственному назначению. Поэтому со второй половины 1920-х годов часть музеев церковного быта закрывается или перепрофилируются в антирелигиозные музеи для борьбы с «церковной контрреволюцией». Но даже и в такой форме существования музеи, комплектовавшие свои собрания предметами из закрывавшихся церквей и монастырей, спасали от гибели культурные ценности.
Инициатором создания музея выступило общество «Старый Петербург», образованное в 1921 году рядом известных архитекторов и учёных Петрограда. Председателем Совета общества стал директор Музея Петрограда архитектор Л. А. Ильин. В общество входили также А. Н. Бенуа, П. П. Вейнер, директор Института истории искусств В. П. Зубов, В. Я. Курбатов, П. Н. Столпянский, директор Эрмитажа С. Н. Тройницкий. Помимо Музея отживающего культа, по инициативе этого же общества в Ленинграде был создан Музей купеческого быта 1840—1860-х гг..
Директором музея был В. А. Таубер. Музейная экспозиция была развернута в анфиладных залах второго этажа обоих домов (№ 1 и 3).
Среди церквей, чьё имущество было передано в Музей отживающего культа, Энциклопедия Санкт-Петербурга называет:
- Собор свт. Спиридона Тримифунтского (Адмиралтейский)
- Церкви ап. Павла и вмч. Георгия Победоносца при Мариинской больнице для бедных
- Церковь апп. Петра и Павла при Императорском университете
- Церковь апп. Петра и Павла при Императорском училище глухонемых
- Церковь апп. Петра и Павла при Обуховской женской больнице
- Церковь блгв. кн. Александра Невского при 2-м кадетском корпусе Императора Петра Великого
- Церковь блгв. кн. Александра Невского при Правительствующем Сенате
- Церковь блгв. кн. Феодора и чад его Давида и Константина Ярославского синодального подворья
- Церковь Тихвинской иконы Божией Матери Пюхтицкого Успенского женского монастыря Рижской епархии
- Церковь Введения во храм Пресвятой Богородицы при Мраморном дворце
- Церковь вмц. Екатерины при Императорском училище правоведения
- Церковь Воздвижения Честного и Животворящего Креста Господня при Государственной думе
- Церковь Воскресения Христова в доме М. И. Мятлевой
- Церковь Двенадцати Апостолов при Министерстве почт и телеграфов
- Церковь архангела Михаила (митрополичья) в Александро-Невской Свято-Троицкой лавре
- Церковь мц. цар. Александры при Александринской женской больнице
- Церковь Покрова Пресвятой Богородицы при Сиротском институте Императора Николая I
- Церковь равноап. Марии Магдалины при больнице св. Марии Магдалины
- Церковь равноапп. Константина и Елены при Градских богадельнях
- Церковь равноапп. Константина и Елены при Институте св. Елены
- Церковь свт. Николая Чудотворца Благовещенского синодального подворья
- Церковь свт. Николая Чудотворца при Ремесленном училище Цесаревича Николая
- Церковь свт. Николая Чудотворца Староладожского Никольского мужского монастыря Петроградской епархии
- Церковь свт. Павла Исповедника при Морском Его Императорского Высочества Наследника Цесаревича корпусе
- Церковь свт. Спиридона Тримифунтского при лейб-гвардии Финляндском полку
- Церковь Спаса Нерукотворного Образа при Военно-походной канцелярии
- Церковь Спаса Нерукотворного Образа при Придворно-конюшенной части
- Церковь Успения Пресвятой Богородицы (крестовая) в Александро-Невской Свято-Троицкой лавре

В 1928 г. здания были переданы Академии наук СССР, которая в 1932 году создала в Ленинграде Музей истории религии (с 1955 года — Музей истории религии и атеизма). Размещённый в Казанском соборе, новый музей принял коллекции Музея отживающего культа и ряда других религиоведческих музеев. Общество «Старый Петербург» было закрыто в 1938 году.